# Thomas F. Bayard

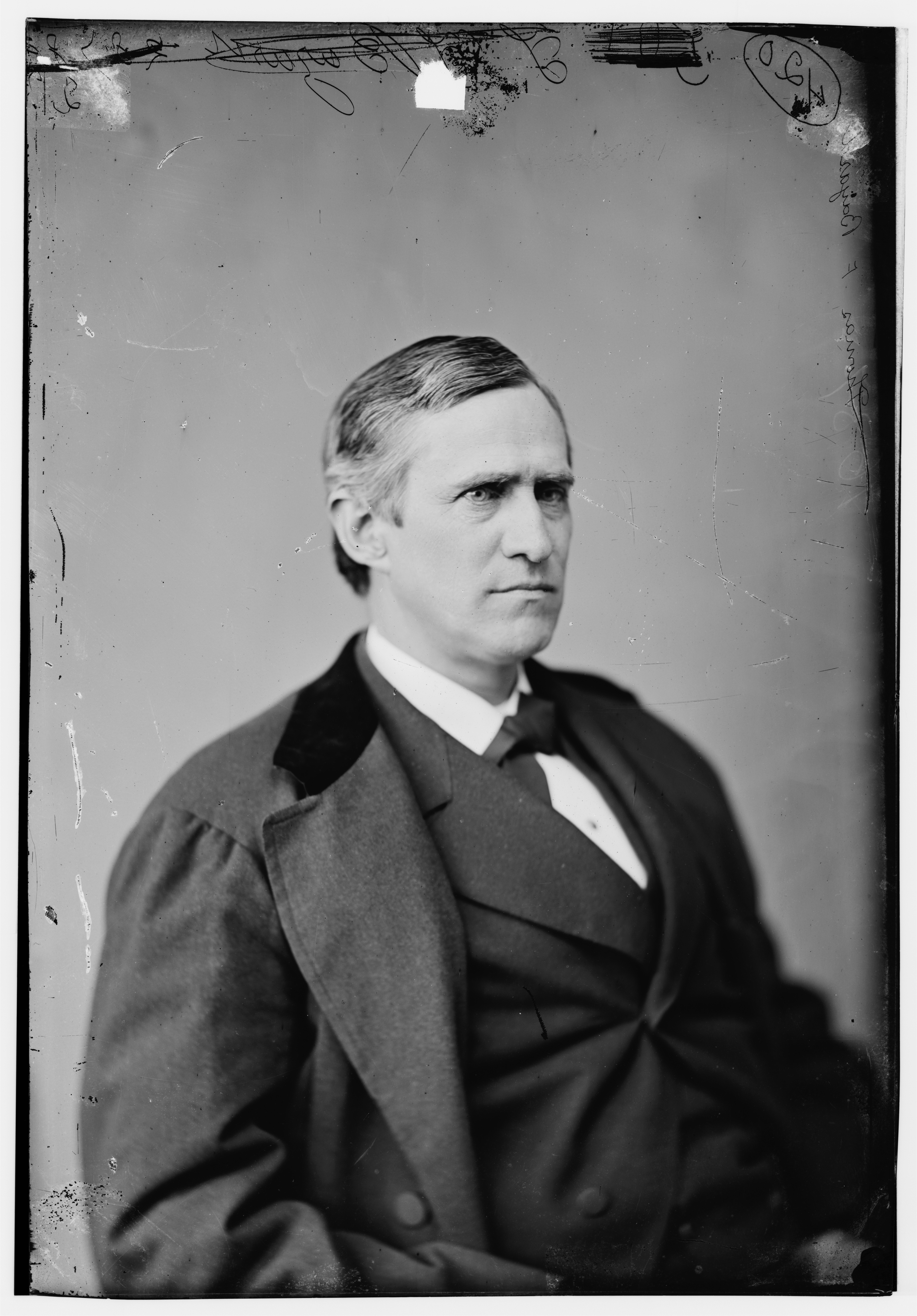
Thomas F. Bayard

Thomas Francis Bayard Sr. (* 29. Oktober 1828 in Wilmington, Delaware; † 29. September 1898 in Dedham, Massachusetts) war ein US-amerikanischer Politiker der Demokratischen Partei im letzten Drittel des 19. Jahrhunderts. Bayard diente als US-Senator für Delaware, Außenminister und Botschafter der Vereinigten Staaten in Großbritannien.
Er war Mitglied einer einflussreichen Familie aus Delaware. Sowohl sein Vater James A. Bayard als auch sein Sohn Thomas waren Senatoren. Er studierte die Rechtswissenschaften. Von 1853 bis 1854 war er Staatsanwalt für Delaware und war von 1854 bis 1858 in Philadelphia, um dort zu praktizieren. Bayard war dann als Rechtsanwalt in Wilmington tätig, bis er 1868 in den US-Senat gewählt wurde.
Bayard nahm sein Mandat vom 4. März 1869 bis zum 6. März 1885 wahr. Während seiner Zeit als Senator war er Mitglied des Wahlausschusses, der bei der Wahl zum Präsidenten im Jahre 1876 für den Republikaner Rutherford B. Hayes als Präsidenten stimmte. Als Angehöriger der Demokratischen Partei stimmte er dennoch in allen Fällen zu.
US-Präsident Grover Cleveland berief Bayard als Außenminister während seiner ersten Amtszeit von 1885 bis 1889 in sein Kabinett. Als Cleveland im Jahre 1893 als Präsident wiedergewählt wurde, wählte er für Bayard einen anderen wichtigen diplomatischen Posten: Botschafter der USA in Großbritannien. Bayard war die erste Person, die diesen Titel innehatte, vormals hießen sie nur Minister (Gesandter). 1897 wurde er zum Mitglied der American Philosophical Society gewählt.
Bayard wurde auf dem  Old Swedes Cemetery in Wilmington beigesetzt.